# Портрет Джейн Сеймур, королевы Англии
«Портрет Джейн Сеймур, королевы Англии» (нем. Porträt der Jane Seymour, Königin von England) — картина немецкого живописца Ганса Гольбейна-младшего (1498—1543), созданная около 1536 года. Хранится в Музее истории искусств в Вене (инв. №GG 881). Картина происходит из коллекции Томаса, графа Арундела, с 1654 года; зарегистрирована в императорской коллекции с 1720 года.
На портрете изображена Джейн Сеймур (1508—1537), появившаяся при лондонском дворе в 1530 году. Она была фрейлиной двух королев — Екатерины Арагонской и Анны Болейн. Генрих VIII женился на ней в 1536 году. Она умерла в 1537 году, родив королю мальчика, наследника престола — будущего короля Эдуарда VI.
Это один из первых портретов кисти Гольбейна, написанных им после того, как он стал придворным живописцем Генриха VIII в 1536 году. На этом полотне Гольбейн с тщательностью изобразил все малейшие детали: швы на одежде, прозрачные кружева, вышивку в технике blackwork и изысканно завязанный головной убор. Чепец-гейбл и платье украшены жемчугом, отделка пояса повторяет тот же мотив. На Джейн Сеймур надето двойное ожерелье с драгоценной подвеской, а на груди — золотая брошь с буквами «IHS». На пальцах левой руки Джейн Сеймур изображены два кольца — с рубином и сапфиром. Этот портрет — один из наиболее выразительных примеров того интереса, который художник испытывал к костюмам персонажей.
Несмотря на то, что свет ложится на кожу цвета слоновой кости, подчеркивая черты лица и внушительный вид, на картине сохранилась пластика в архаическом духе. В последующих работах вплоть до самой смерти в 1543 году Гольбейн воплощал религиозное стремление вернуть человеку осознание глубокого и тайного смысла существования.